# 1. slovenská fotbalová liga 1995/1996
1. slovenská fotbalová liga 1995/1996 byl v pořadí 3 . ročník slovenské nejvyšší fotbalové soutěže. Pravidelně ji pořádá Slovenský fotbalový svaz.

## Tabulka

### Základní část
|    | Mužstvo                       | Z  | V  | R | P  | Branky vstřelené | Branky inkasované | Body |
| -- | ----------------------------- | -- | -- | - | -- | ---------------- | ----------------- | ---- |
| 1  | ŠK Slovan Bratislava          | 22 | 15 | 6 | 1  | 62               | 16                | 51   |
| 2  | 1. FC Košice                  | 22 | 15 | 1 | 6  | 47               | 25                | 46   |
| 3  | FC Spartak Trnava             | 22 | 14 | 4 | 4  | 40               | 22                | 46   |
| 4  | FK Dukla Banská Bystrica      | 22 | 11 | 5 | 6  | 32               | 24                | 38   |
| 5  | BSC JAS Bardejov              | 22 | 12 | 1 | 9  | 34               | 25                | 37   |
| 6  | 1. FC Tatran Prešov           | 22 | 10 | 5 | 7  | 28               | 24                | 35   |
| 7  | FC Chemlon Humenné            | 22 | 8  | 4 | 10 | 38               | 33                | 28   |
| 8  | FC Lokomotíva Košice          | 22 | 9  | 1 | 12 | 26               | 33                | 28   |
| 9  | AŠK Inter Slovnaft Bratislava | 22 | 6  | 5 | 11 | 27               | 37                | 23   |
| 10 | FC DAC 1904 Dunajská Streda   | 22 | 6  | 3 | 13 | 29               | 56                | 21   |
| 11 | FC Nitra (N)                  | 22 | 3  | 4 | 15 | 20               | 47                | 13   |
| 12 | Baník Prievidza               | 22 | 2  | 3 | 17 | 13               | 54                | 9    |

|  | Druhá fáze ligy / Skupina o vítězství |
|  | Sestupové boje                        |

### Skupina o vítězství
|   | Mužstvo                  | Z  | V  | R  | P  | Branky vstřelené | Branky inkasované | Body |
| - | ------------------------ | -- | -- | -- | -- | ---------------- | ----------------- | ---- |
| 1 | ŠK Slovan Bratislava     | 32 | 22 | 9  | 1  | 79               | 20                | 75   |
| 2 | 1. FC Košice             | 32 | 21 | 2  | 9  | 62               | 33                | 65   |
| 3 | FC Spartak Trnava        | 32 | 19 | 6  | 7  | 54               | 32                | 63   |
| 4 | FK Dukla Banská Bystrica | 32 | 12 | 11 | 9  | 39               | 36                | 47   |
| 5 | 1. FC Tatran Prešov      | 32 | 12 | 7  | 13 | 34               | 36                | 43   |
| 6 | BSC JAS Bardejov         | 32 | 13 | 3  | 16 | 38               | 42                | 42   |

### Skupina o záchranu
|    | Mužstvo                     | Z  | V  | R | P  | Branky vstřelené | Branky inkasované | Body |
| -- | --------------------------- | -- | -- | - | -- | ---------------- | ----------------- | ---- |
| 7  | FC Chemlon Humenné          | 32 | 13 | 5 | 14 | 50               | 44                | 44   |
| 8  | FC Lokomotíva Košice        | 32 | 13 | 2 | 17 | 37               | 49                | 41   |
| 9  | Inter Bratislava            | 32 | 11 | 7 | 14 | 42               | 45                | 40   |
| 10 | FC DAC 1904 Dunajská Streda | 32 | 10 | 3 | 19 | 41               | 76                | 33   |
| 11 | FC Nitra                    | 32 | 7  | 5 | 20 | 30               | 59                | 26   |
| 12 | Baník Prievidza             | 32 | 7  | 4 | 21 | 31               | 65                | 25   |

## Tabulka střelců
| Místo | Hráč              | Branky | Klub                        |
| ----- | ----------------- | ------ | --------------------------- |
| 1.    | Róbert Semeník    | 29     | 1. FC Košice                |
| 2.    | Szilárd Németh    | 12     | Slovan Bratislava           |
| 3.    | Ruslan Ljubarskyj | 11     | Chemlon Humenné             |
| 3.    | Marek Ujlaky      | 11     | Spartak Trnava              |
| 5.    | Július Šimon      | 10     | Spartak Trnava              |
| 5.    | Luis Fabio Gomes  | 10     | Slovan Bratislava           |
| 7.    | Mikuláš Radványi  | 9      | Spartak Trnava              |
| 7.    | Štefan Maixner    | 9      | Slovan Bratislava           |
| 7.    | Jaroslav Timko    | 9      | Inter Bratislava            |
| 9.    | Eugen Bari        | 8      | FC DAC 1904 Dunajská Streda |
| 9.    | Jozef Hrivňák     | 8      | BSC JAS Bardejov            |
| 9.    | Dušan Tittel      | 8      | ŠK Slovan Bratislava        |
| 9.    | Igor Popovec      | 8      | FC Lokomotíva Košice        |
| 9.    | Ladislav Šimčo    | 8      | FC Lokomotíva Košice        |
| 9.    | Marek Holmík      | 8      | Baník Prievidza             |

## Vítěz
| Mars superliga 1995/96 ŠK Slovan Bratislava (3. titul) |